# Giurtelecu Șimleului
Giurtelecu Șimleului (ungarsk: Somlyógyőrtelek, tysk: Wüst Görgen) er beliggende i den nordvestlige del af Transsylvanien (Sălaj), Rumænien. Ifølge officielle skøn fra 2002 har Giurtelecu Șimleului en population på 1.055.

## Demografi
| År   | Indbyggere |
| ---- | ---------- |
| 2002 | 1,055      |
| 1992 | 1,149      |
| 1920 | 1,395      |
| 1910 | 1,322      |
| 1900 | 1,216      |
| 1890 | 1,059      |
| 1880 | 996        |
| 1869 | 1,190      |
| 1847 | 684        |
| 1750 | 231        |
| 1720 | 90         |
| 1715 | 72         |